# Párizs 6. kerülete
Párizs 6. kerülete (VIe arrondissement) Franciaország fővárosának 20 kerületének egyike. A beszélt francia nyelven ezt a kerületet sixième-nek nevezik, ami franciául "hatodikat" jelent.
A kerület, amelyet a szenátus székhelyére és kertjére utalva Luxembourgnak neveznek, a Szajna bal partján fekszik. Olyan oktatási intézmények találhatók itt, mint az École nationale supérieure des Beaux-Arts, az École des hautes études en sciences sociales és az Institut de France, valamint olyan párizsi műemlékek, mint az Odéon Színház (Odéon-Théâtre de l’Europe), a Pont des Arts, amely a Szajna fölött köti össze az 1. és a 6. kerületet, a Saint-Germain-des-Prés apátság és a Saint-Sulpice-templom.
Ez a központi kerület, amely magában foglalja Saint-Germain-des-Prés (a 6. században alapított apátságot körülvevő) és Luxembourg (a palotát és kertjét körülvevő) történelmi negyedeket, Párizs történelme során fontos szerepet játszott, és jól ismert kávéházi kultúrájáról, valamint a forradalmi értelmiségről (egzisztencializmus, olyan írók, mint Jean-Paul Sartre és Simone de Beauvoir) és irodalomról (Paul Éluard, Boris Vian, Albert Camus és Françoise Sagan írók), amelynek otthont adott.
Városképével, szellemi hagyományaival, történelmével, építészetével és központi fekvésével a kerület régóta a francia értelmiség otthona. A művészeti galériák és divatüzletek egyik fő helyszíne, valamint Párizs legdrágább területe. A kerület az átlagjövedelem tekintetében Franciaország egyik leggazdagabb kerülete; a 7., 8. és 16. kerülettel, valamint Neuilly-sur-Seine belső elővárossal együtt a Paris Ouest része.

## Közlekedés

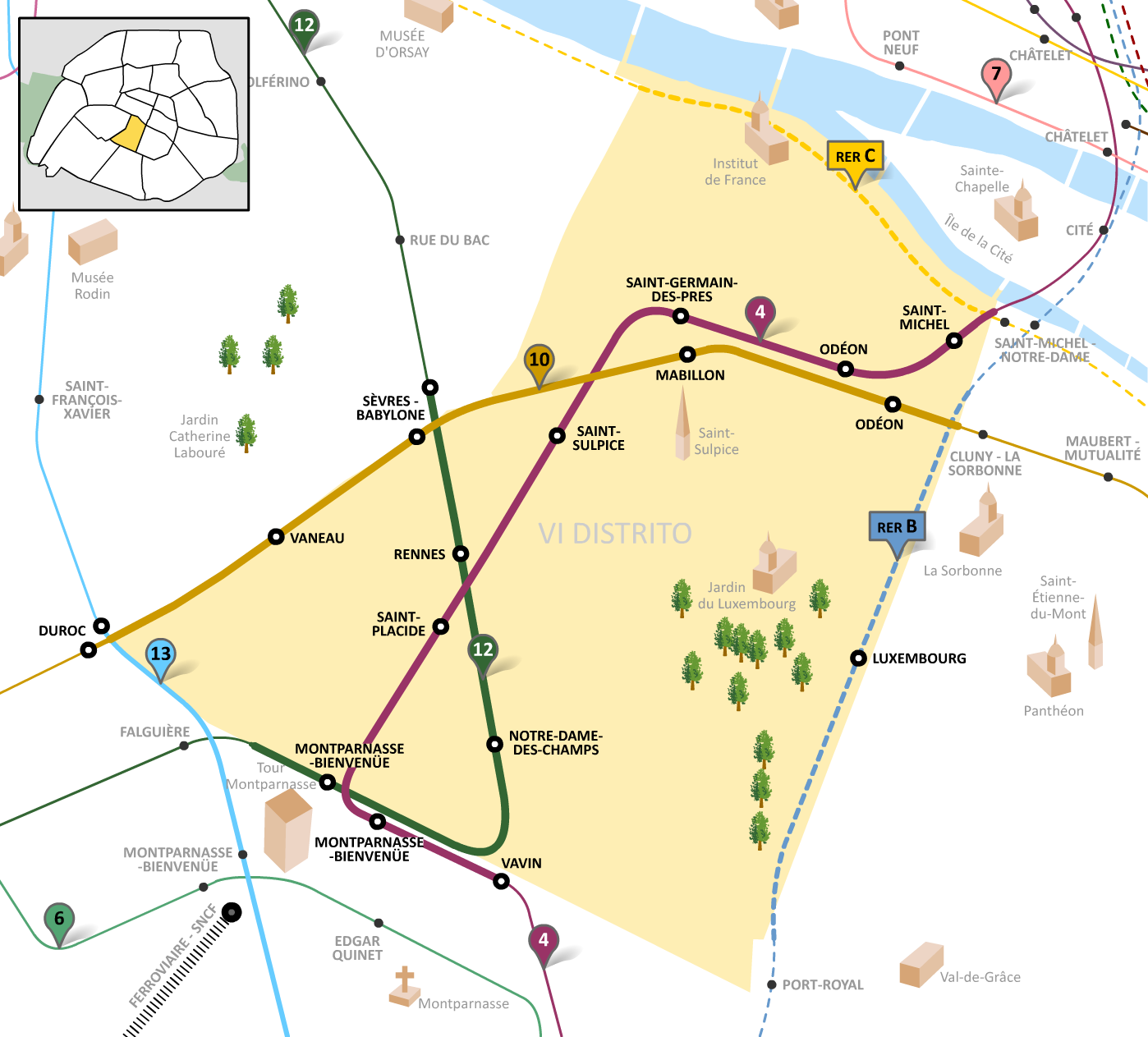
A 6. kerület RER- és metróvonalai

## Népesség
| Lakosok száma | 43 976 | 41 831 | 41 100 | 40 525 | 40 303 | 39 625 | 40 209 | 40 432 |
|               | 2009   | 2016   | 2017   | 2018   | 2019   | 2020   | 2021   | 2022   |